# Simon Eder
Simon Eder (ur. 23 lutego 1983 w Saalfelden) – austriacki biathlonista, z zawodu żołnierz. dwukrotny medalista olimpijski i pięciokrotny medalista mistrzostw świata.

## Kariera
Pierwszy sukces w karierze osiągnął w 2002 roku, kiedy na mistrzostwach świata juniorów w Ridnaun zwyciężył w biegu indywidualnym. Na rozgrywanych dwa lata później mistrzostwach świata juniorów w Haute Maurienne był trzeci w sprincie.
W zawodach Pucharu Świata zadebiutował 18 stycznia 2003 roku w Ruhpolding, gdzie nie ukończył sprintu. Pierwsze punkty wywalczył 13 grudnia 2006 roku w Hochfilzen, zajmując 22. miejsce w tej samej konkurencji. Na podium zawodów tego cyklu po raz pierwszy stanął 24 stycznia 2009 roku w Anterselvie, kończąc rywalizację w biegu pościgowym na drugiej pozycji. W zawodach tych rozdzielił Szweda Björna Ferry'ego i Emila Hegle Svendsena z Norwegii. W kolejnych startach jeszcze wielokrotnie stawał na podium, odnosząc przy tym trzy zwycięstwa: 29 marca 2009 roku w Chanty-Mansyjsku triumfował w biegu masowym, a 22 marca 2014 roku w Oslo i 9 stycznia 2016 roku w Ruhpolding był najlepszy w biegu pościgowym. Najlepsze wyniki osiągnął w sezonach 2013/2014 i 2015/2016, kiedy zajmował piąte miejsce w klasyfikacji generalnej. W sezonie 2009/2010 był drugi w klasyfikacji biegu pościgowego, w sezonie 2013/2014 także był drugi w tej klasyfikacji oraz w klasyfikacji biegu indywidualnego, ponadto w sezonie 2015/2016 kolejny raz był drugi w klasyfikacji biegu indywidualnego.
W 2009 roku wystąpił na mistrzostwach świata w Pjongczangu, gdzie wspólnie z Danielem Mesotitschem, Dominikiem Landertingerem oraz Christophem Sumanem zdobył srebrny medal w sztafecie. Był tam też ósmy w sprincie i biegu masowym. Kolejny medal w zawodach tego cyklu zdobył podczas mistrzostw świata w Oslo w 2016 roku, gdzie zajął trzecie miejsce w biegu indywidualnym. Lepsi okazali się jedynie Francuz Martin Fourcade i Dominik Landertinger. Ponadto na rozgrywanych rok później mistrzostwach świata w Hochfilzen wywalczył kolejne dwa brązowe medale. Najpierw razem z Mesotitschem, Landertingerem i Julianem Eberhardem był trzeci w sztafecie, a następnie trzecie miejsce zajął w biegu masowym, ulegając Niemcowi Simonowi Schemppowi i Norwegowi Johannesowi Thingnesowi Bø. Podczas mistrzostw świata w Pokljuce w 2021 roku był drugi w sztafecie mieszanej.
Na igrzyskach olimpijskich w Vancouver w 2010 roku w Austriacy w składzie: Eder, Mesotitsch, Landertinger i Sumann zdobyli srebro w sztafecie. Był też między innymi czwarty w biegu pościgowym, przegrywając walkę o podium z Francuzem Vincentem Jayem o 2,8 sekundy. Na rozgrywanych cztery lata później igrzyskach w Soczi Austriacy w tym samym składzie tym razem zajęli trzecie miejsce. Eder był też czwarty w biegu indywidualnym, w którym walkę o brązowy medal wygrał o 3,3 sekundy Rosjanin Jewgienij Garaniczew. Brał też udział w igrzyskach olimpijskich w Pjongczangu w 2018 roku, gdzie jego najlepszym wynikiem był czwarte miejsce w sztafecie. Był też między innymi jedenasty w biegu indywidualnym.
Jego ojciec, Alfred Eder, również był biathlonistą.

## Osiągnięcia

### Igrzyska olimpijskie
| Rok  | Miejscowość | Konkurencje | Konkurencje | Konkurencje | Konkurencje | Konkurencje | Konkurencje | Konkurencje |
| Rok  | Miejscowość | IN          | SP          | PU          | MS          | RL          | MR          | SR          |
| ---- | ----------- | ----------- | ----------- | ----------- | ----------- | ----------- | ----------- | ----------- |
| 2010 | Vancouver   | 6.          | 11.         | 4.          | 25.         | 2.          | nd.         | nd.         |
| 2014 | Soczi       | 4.          | 7.          | 8.          | 16.         | 3.          | –           | nd.         |
| 2018 | Pjongczang  | 11.         | 28.         | 14.         | 14.         | 4.          | 10.         | nd.         |
| 2022 | Pekin       | 20.         | 18.         | 37.         | 7.          | 10.         | 10.         | nd.         |

### Mistrzostwa świata
| Rok  | Miejscowość          | Konkurencje | Konkurencje | Konkurencje | Konkurencje | Konkurencje | Konkurencje | Konkurencje |
| Rok  | Miejscowość          | IN          | SP          | PU          | MS          | RL          | MR          | SR          |
| ---- | -------------------- | ----------- | ----------- | ----------- | ----------- | ----------- | ----------- | ----------- |
| 2007 | Rasen-Antholz        | 68.         | –           | –           | –           | 6.          | –           | nd.         |
| 2008 | Östersund            | 20.         | 33.         | 23.         | 15.         | 4.          | –           | nd.         |
| 2009 | Pjongczang           | –           | 8.          | 14.         | 8.          | 2.          | –           | nd.         |
| 2011 | Chanty-Mansyjsk      | 17.         | 17.         | 14.         | 9.          | 9.          | –           | nd.         |
| 2012 | Ruhpolding           | 23.         | 46.         | 34.         | –           | 5.          | –           | nd.         |
| 2013 | Nové Město           | 42.         | 10.         | 12.         | 18.         | 5.          | –           | nd.         |
| 2015 | Kontiolahti          | 20.         | 46.         | 12.         | 19.         | 5.          | 5.          | nd.         |
| 2016 | Oslo                 | 3.          | 27.         | 16.         | 11.         | 4.          | 5.          | nd.         |
| 2017 | Hochfilzen           | 12.         | 22.         | 12.         | 3.          | 3.          | 9.          | nd.         |
| 2019 | Östersund            | DNF         | 15.         | 10.         | 7.          | 8.          | 8.          | 8.          |
| 2020 | Anterselva           | 40.         | 37.         | 12.         | –           | 6.          | –           | 6.          |
| 2021 | Pokljuka             | 7.          | 16.         | 9.          | 4.          | 10.         | 2.          | 6.          |
| 2023 | Oberhof              | dns.        | 23.         | 37.         | –           | –           | 4.          | –           |
| 2024 | Nové Město na Moravě | 12.         | 62.         | –           | 25.         | 12.         | 6.          | 9.          |
| 2025 | Lenzerheide          | 41.         | 26.         | 32.         | –           | 12.         | 17.         | 8.          |

### Mistrzostwa świata juniorów
| Rok  | Miejscowość     | Konkurencje | Konkurencje | Konkurencje | Konkurencje | Konkurencje | Konkurencje | Konkurencje |
| Rok  | Miejscowość     | IN          | SP          | PU          | MS          | RL          | MR          | SR          |
| ---- | --------------- | ----------- | ----------- | ----------- | ----------- | ----------- | ----------- | ----------- |
| 2002 | Ridnaun         | 1.          | 35.         | 17.         | nd.         | 9.          | nd.         | nd.         |
| 2003 | Kościelisko     | 13.         | 18.         | 9.          | nd.         | 8.          | nd.         | nd.         |
| 2004 | Haute-Maurienne | 4.          | 3.          | 7.          | nd.         | –           | nd.         | nd.         |

### Puchar Świata

#### Miejsca w klasyfikacji generalnej
| Sezon     | Miejsce |
| --------- | ------- |
| 2006/2007 | 68.     |
| 2007/2008 | 18.     |
| 2008/2009 | 12.     |
| 2009/2010 | 8.      |
| 2010/2011 | 11.     |
| 2011/2012 | 34.     |
| 2012/2013 | 11.     |
| 2013/2014 | 5.      |
| 2014/2015 | 15.     |
| 2015/2016 | 5.      |
| 2016/2017 | 13.     |
| 2017/2018 | 18.     |
| 2018/2019 | 8.      |
| 2019/2020 | 24.     |
| 2020/2021 | 15.     |
| 2021/2022 | 15.     |
| 2022/2023 | 18.     |
| 2023/2024 | 30.     |
| 2024/2025 | 36.     |

#### Zwycięstwa w zawodach
| Lp. | Dzień      | Rok  | Miejscowość     | Konkurencja               | Pudła   | Czas biegu | Przypisy |
| --- | ---------- | ---- | --------------- | ------------------------- | ------- | ---------- | -------- |
| 1.  | 29 marca   | 2009 | Chanty-Mansyjsk | Bieg masowy na 15 km      | 0+0+0+0 | 37:14,4    | –        |
| 2.  | 22 marca   | 2014 | Oslo            | Bieg pościgowy na 12,5 km | 0+0+0+0 | 32:23,4    | –        |
| 3.  | 9 stycznia | 2016 | Ruhpolding      | Bieg pościgowy na 12,5 km | 1+0+0+0 | 33:19,1    | –        |

#### Miejsca na podium w zawodach chronologicznie
| Lp. | Dzień        | Rok  | Miejscowość     | Konkurencja                | Lokata | Pudła   | Czas biegu | Strata  | Zwycięzca            |
| --- | ------------ | ---- | --------------- | -------------------------- | ------ | ------- | ---------- | ------- | -------------------- |
| 1.  | 24 stycznia  | 2009 | Rasen-Antholz   | Bieg pościgowy na 12,5 km  | 2.     | 0+0+0+0 | 33:37,0    | +17,6   | Björn Ferry          |
| 2.  | 19 marca     | 2009 | Trondheim       | Sprint na 10 km            | 3.     | 0+0     | 26:43,1    | +31,8   | Michael Greis        |
| 3.  | 21 marca     | 2009 | Trondheim       | Bieg pościgowy na 12,5 km  | 2.     | 0+0+1+0 | 34:01,4    | +25,1   | Ole Einar Bjørndalen |
| 4.  | 22 marca     | 2009 | Trondheim       | Bieg masowy na 15 km       | 2.     | 0+0+1+0 | 41:52,0    | +39,1   | Ole Einar Bjørndalen |
| 5.  | 29 marca     | 2009 | Chanty-Mansyjsk | Bieg masowy na 15 km       | 1.     | 0+0+0+0 | 37:14,4    | –       | –                    |
| 6.  | 12 grudnia   | 2009 | Hochfilzen      | Bieg pościgowy na 12,5 km  | 2.     | 0+1+0+0 | 34:38,3    | +1,6    | Emil Hegle Svendsen  |
| 7.  | 20 grudnia   | 2009 | Pokljuka        | Bieg pościgowy na 12,5 km  | 3.     | 1+0+0+1 | 35:01,8    | +10,9   | Jewgienij Ustiugow   |
| 8.  | 16 stycznia  | 2010 | Ruhpolding      | Bieg masowy na 15 km       | 3.     | 0+0+1+0 | 39:29,4    | +9,9    | Emil Hegle Svendsen  |
| 9.  | 11 grudnia   | 2010 | Hochfilzen      | Bieg pościgowy na 12,5 km  | 2.     | 0+0+0+0 | 37:11,1    | +38,7   | Tarjei Bø            |
| 10. | 28 listopada | 2013 | Östersund       | Bieg indywidualny na 20 km | 2.     | 0+0+0+1 | 52:17,0    | +2:06,1 | Martin Fourcade      |
| 11. | 22 marca     | 2014 | Oslo            | Bieg pościgowy na 12,5 km  | 1.     | 0+0+0+0 | 32:23,4    | –       | –                    |
| 12. | 21 grudnia   | 2014 | Pokljuka        | Bieg masowy na 15 km       | 3.     | 0+0+1+0 | 35:18,2    | +1,4    | Anton Szypulin       |
| 13. | 24 stycznia  | 2015 | Rasen-Antholz   | Bieg pościgowy na 12,5 km  | 2.     | 0+1+0+0 | 31:28,0    | +0,1    | Simon Schempp        |
| 14. | 9 stycznia   | 2016 | Ruhpolding      | Bieg pościgowy na 12,5 km  | 1.     | 1+0+0+0 | 33:19,1    | –       | –                    |
| 15. | 13 stycznia  | 2016 | Ruhpolding      | Bieg indywidualny na 20 km | 2.     | 0+0+0+1 | 51:11,4    | +17,5   | Martin Fourcade      |
| 16. | 10 marca     | 2016 | Oslo            | Bieg indywidualny na 20 km | 3.     | 0+0+0+0 | 49:28,3    | +14,4   | Martin Fourcade      |
| 17. | 19 lutego    | 2017 | Hochfilzen      | Bieg masowy na 15 km       | 3.     | 0+0+0+0 | 35:48,4    | +10,1   | Simon Schempp        |
| 18. | 11 marca     | 2017 | Kontiolahti     | Bieg pościgowy na 12,5 km  | 2.     | 0+0+1+1 | 30:35,3    | +0,3    | Arnd Peiffer         |
| 19. | 19 marca     | 2017 | Oslo            | Bieg masowy na 15 km       | 3.     | 0+0+1+0 | 38:04,6    | +32,4   | Martin Fourcade      |
| 20. | 6 grudnia    | 2018 | Pokljuka        | Bieg indywidualny na 20 km | 3.     | 0+0+0+0 | 47:09,2    | +19,7   | Martin Fourcade      |